# Katja Meirowsky
Katja Meirowsky (geborene Casella; * 4. März 1920 in Straußdorf / Spremberg; † 7. September 2012 in Potsdam) war eine deutsche Malerin, Kabarettistin und Dichterin.

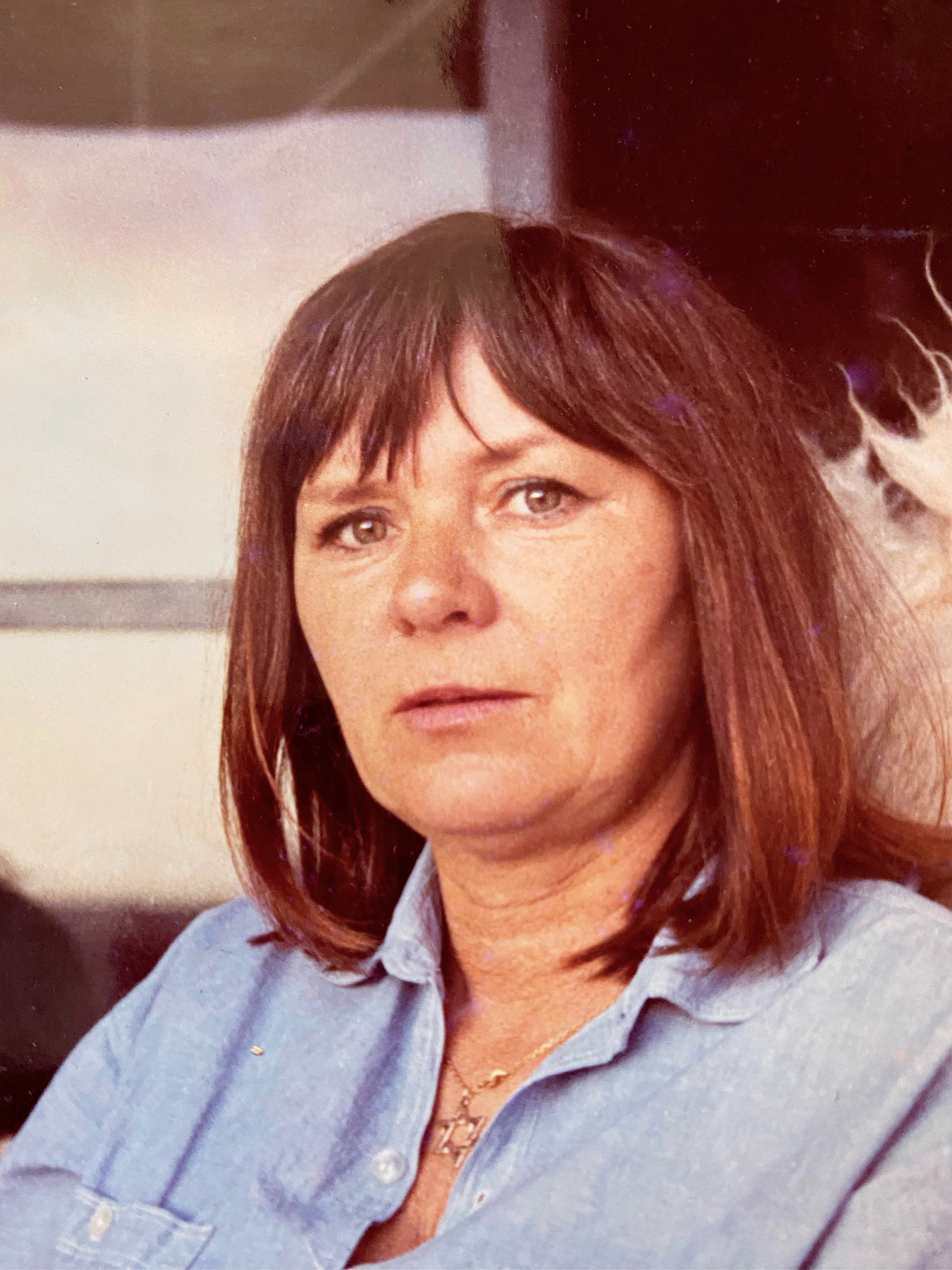
Katja Meirowsky

## Leben und Werk
Katja Meirowsky hatte sowohl russische wie auch italienische Vorfahren und wuchs bei einer jüdischen Mutter und einem kommunistischen Vater auf. Von 1938 bis 1942 studierte sie Malerei an der Vorgängerinstitution der Universität der Künste Berlin. Während der Nazi-Zeit gehörte sie zum Kreis der Roten Kapelle. Ihre beste Freundin war Cato Bontjes van Beek. Meirowsky floh, von der Gestapo gesucht, nach Polen. Aus dem Untergrund kehrte sie 1945 nach Berlin zurück, wo sie als freischaffende Künstlerin tätig war.
Kurz nach Kriegsende gehörte Meirowsky bald zum Künstlerkreis um die Galerie Gerd Rosen und Galerie Bremer. 1949 gründete sie zusammen mit Alexander Camaro und dessen Partnerin Liselore Bergmann das Künstlerkabarett Die Badewanne. In der Folge begründete sie zusammen mit ihrem Ehemann Karl (auch: Carl) Meirowsky das Kabarett Die Quallenpeitsche und anschließend Das Atelier.

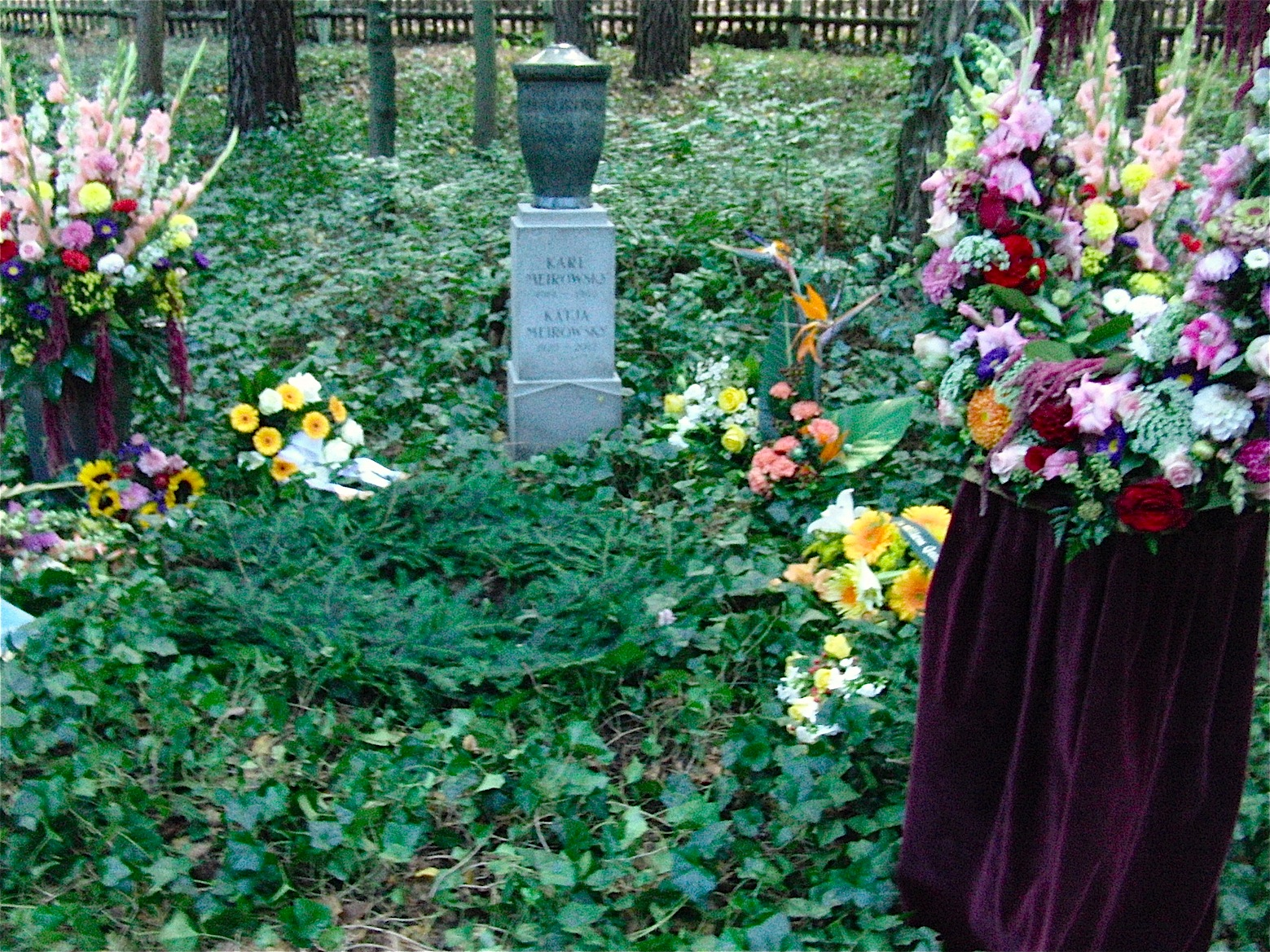
Urnengrab von Katja und Karl Meirowsky auf dem Wilmersdorfer Friedhof in Berlin Stahnsdorf

1953 wanderte das Ehepaar Meirowsky nach Ibiza aus. Ab 1959 gehörte Katja Meirowsky mit Hans Laabs und Heinz Trökes, mit denen sie aus Berliner Tagen freundschaftlich verbunden war, sowie Erwin Broner und anderen zur Grupo Ibiza 59. Zu ihren Vertrauten zählte sie Waldemar Grzimek und Werner Heldt. Karl Meirowsky lebte bis 1980 und Katja Meirowsky wohnte weitere 20 Jahre auf Ibiza, bis sie als Achtzigjährige zunächst nach Berlin und dann nach Potsdam zurückkehrte. Während ihrer 50 Lebensjahre auf Ibiza hatte Meirowsky auch archäologische Interessen entwickelt.
Werner Heldt schrieb 1951 zu Meirowskys Werk: "Im gegenwärtigen Deutschland nimmt unter den malenden und zeichnenden Frauen Katja Meirowsky eine besondere Stellung ein. Das ist darauf zurückzuführen, daß das Interesse der Malerin sich nicht in bloßem Lyrismus erschöpft, sondern in hohem Maße den Kompositionsproblemen. " .... und weiter: "Das Traumelement ist eine der stärksten Seiten Karja Meirowskys. Ihr Kolorit, wie das Chagalls, nämlich und von kühler Transparenz, verrät ihre Herkunft aus phantastisch-dämonischen Regionen des Ostens."
Die Autorin und Ausstellungsmacherin Stefanie Endlich schreibt zu Katja Meirowskys Werk: Erfahrungen zweier ganz unterschiedlicher Welten sind in Katja Meirowskys Bildern auf eigenartige Weise miteinander verbunden: der Berliner Nachkriegszeit und der Vergangenheit und Gegenwart der Insel Ibiza. Nicht als Kombination sentimentaler Eindrücke, sondern als Annäherung an existentielle Fragen, die Zeit- und Ortsbindung zurücktreten lassen. Keine modisch-elegante, berlintypische Aufbruchstimmung hier, keine pittoreske Mittelmeeridylie dort, keine Pseudo-Traumwelten. Stattdessen ernste, ruhige, in ihrer Dunkelheit unterschwellig leuchtende Bilder, in denen sich Innenwelt und Außenwelt ineinanderschieben, in denen die Grenze zwischen abstrakten und gegenständlichen Formen nicht mehr auszumachen ist.
Im Laufe von sieben Jahrzehnten sind Meirowskys Werke bisher in Barcelona, Basel, Berlin, Chicago, Florenz, Frankfurt/Main, Hamburg, Ibiza, London, Madrid, Mannheim, New York, Palma de Mallorca, St. Gallen, Stockholm, Stuttgart und Wiesbaden zu sehen gewesen. Meirowskys lyrische und poetische Werke sind noch unveröffentlicht.
Katja Meirowsky wurde am Berliner Stadtrand in Stahnsdorf auf dem Wilmersdorfer Waldfriedhof beerdigt, in einem Grab neben Karl Meirowsky.

## Ausstellungen (unvollständig)
- Galerie Bremer, Berlin 1949
- Berliner Künstler – Malerei, Grafik, Plastik, Kat. Abb. Münsterschule, Bonn 1950
- Berliner Neue Gruppe, Schloss Charlottenburg (Wanderausstellung), Berlin 1950
- Galerie Schüler, Berlin 1950
- Württembergische Staatsgalerie, Domnick Preis, Stuttgart 1951
- Kestener–Gesellschaft, Hannover 1951
- Galerie Münsterberg, Basel 1956
- Galerie Gotthardt, Sankt Gallen 1956
- Frankfurter Kunstkabinett, Hanna Bekker vom Rath, Kat. Abb. Nr. 31, Frankfurt 1958
- Sala Gaspar, Barcelona 1959
- Galerie Ivan Spence, Ibiza 1961
- Galerie Lutz & Meyer, Stuttgart 1962
- Galeria Tornabuoni, Florenz 1965
- Haus am Lützowplatz, Berlin 1965
- Galerie Biosca, Madrid 1966
- Neuer Berliner Kunstverein (NBK), Berlin 1978
- Galerie "Studio R", Mannheim, 1985
- Galerie Lippeck, Berlin 1989
- MACE (Museu d’Art Contemporani d’Eivissa), Ibiza 1992 und 2002
- Galerie Pels-Leusden, Berlin 1995
- Galerie am Gendarmenmarkt, im Berlin Hilton, Berlin 1995
- Galerie Bremer, Berlin 2007
- Camaro Haus, Berlin 2014
- Salongalerie „Die Möwe“, Berlin 2022[6]
- Salongalerie „Die Möwe“ Berlin 2025 („Kühne Frauen. Von Leidenschaft und Widerstand in der Kunst“; mit Inge Flierl, Margarete Kubicka, Margarethe Moll, Erna Schmidt-Caroll, Johanna Schütz-Wolff und Louise Stomps)